# Spartocytisus supranubius
Spartocytisus supranubius là một loài thực vật có hoa trong họ Đậu. Loài này được (L. f.) Christ ex G. Kunkel miêu tả khoa học đầu tiên năm 1976.